# 遠野インターチェンジ
遠野インターチェンジ（とおのインターチェンジ）は、岩手県遠野市綾織町新里にある釜石自動車道のインターチェンジである。なお、当ICから遠野住田ICまでは東北横断自動車道釜石秋田線に並行する自動車専用道路の国道283号遠野道路である。

## 道路
- E46 釜石自動車道

## 歴史
- 2015年（平成27年）12月5日 : 釜石自動車道 宮守IC - 遠野IC間開通に伴い供用開始[1]。
- 2019年（平成31年）3月3日 : 遠野道路 遠野IC - 遠野住田IC間開通[2]。

## 接続する道路
直接接続
- 岩手県道238号遠野住田線

間接接続

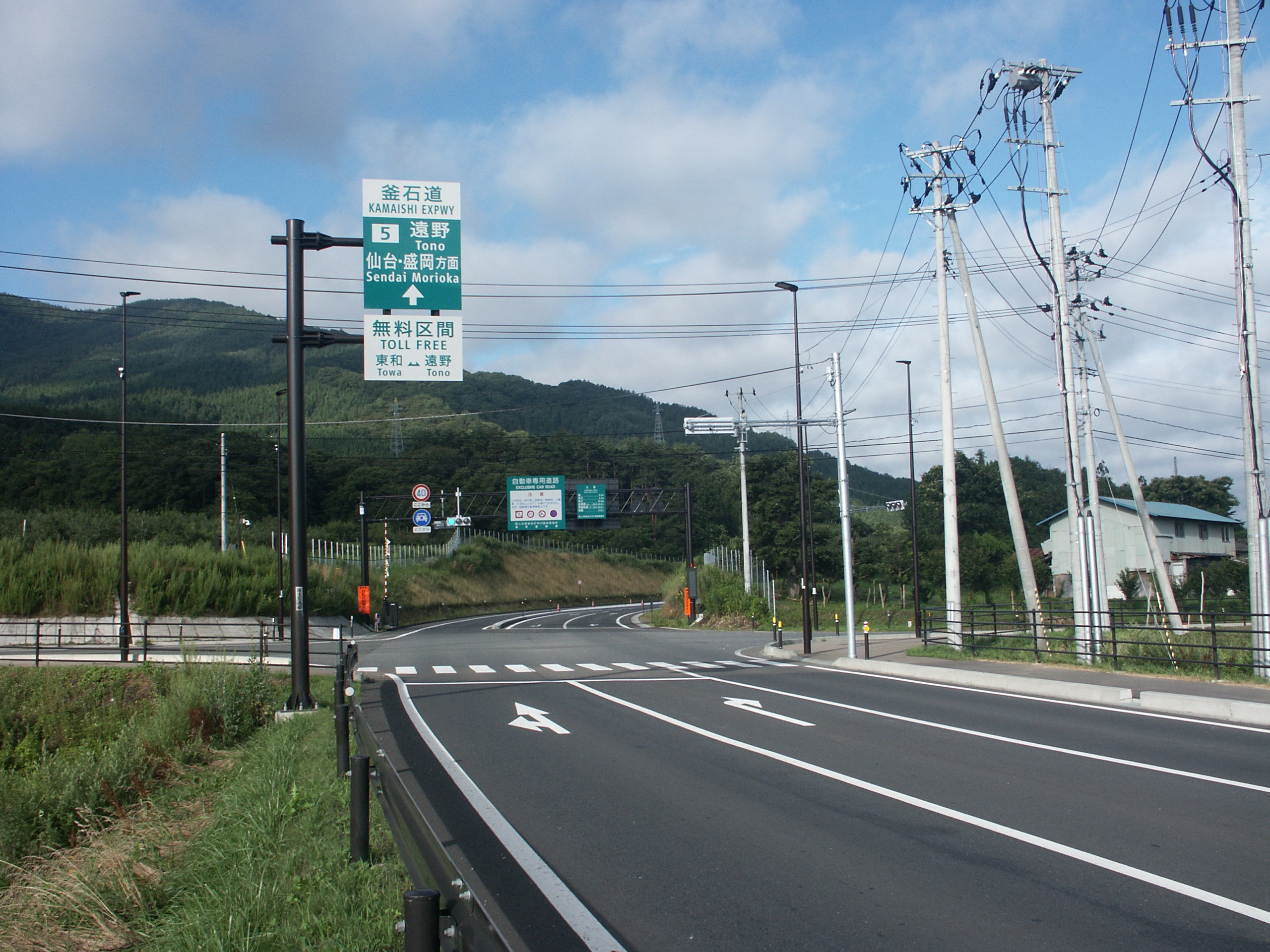
出入口付近

- 国道283号（県道238号遠野住田線経由[3]）

## 料金所
無料区間のため設置されていない。

## 周辺
- 道の駅遠野風の丘
- 釜石線遠野駅

## 隣
E46 釜石自動車道
(4) 宮守IC - (5) 遠野IC - (6) 遠野住田IC